# Gjinar
Gjinar (albanska: Gjinar med böjningsformen Gjinari) är en ort och tidigare kommun i Albanien.   Den ligger i Elbasan prefektur i den centrala delen av landet, 50 km sydost om huvudstaden Tirana.
```
Runt Gjinar är det ganska tätbefolkat, med 
75
 invånare per kvadratkilometer.
[
2
]
```